# Biais de négativité
 (mars 2023).
La mise en forme du texte ne suit pas les recommandations de Wikipédia : il faut le « wikifier ».
Les points d'amélioration suivants sont les cas les plus fréquents. Le détail des points à revoir est peut-être précisé sur la page de discussion.
- Les titres sont pré-formatés par le logiciel. Ils ne sont ni en capitales, ni en gras.
- Le texte ne doit pas être écrit en capitales (les noms de famille non plus), ni en gras, ni en italique, ni en « petit »…
- Le gras n'est utilisé que pour surligner le titre de l'article dans l'introduction, une seule fois.
- L'italique est rarement utilisé : mots en langue étrangère, titres d'œuvres, noms de bateaux, etc.
- Les citations ne sont pas en italique mais en corps de texte normal. Elles sont entourées par des guillemets français : « et ».
- Les listes à puces sont à éviter, des paragraphes rédigés étant largement préférés. Les tableaux sont à réserver à la présentation de données structurées (résultats, etc.).
- Les appels de note de bas de page (petits chiffres en exposant, introduits par l'outil «  Source ») sont à placer entre la fin de phrase et le point final[comme ça].
- Les liens internes (vers d'autres articles de Wikipédia) sont à choisir avec parcimonie. Créez des liens vers des articles approfondissant le sujet. Les termes génériques sans rapport avec le sujet sont à éviter, ainsi que les répétitions de liens vers un même terme.
- Les liens externes sont à placer uniquement dans une section « Liens externes », à la fin de l'article. Ces liens sont à choisir avec parcimonie suivant les règles définies. Si un lien sert de source à l'article, son insertion dans le texte est à faire par les notes de bas de page.
- La présentation des références doit suivre les conventions bibliographiques. Il est recommandé d'utiliser les modèles {{Ouvrage}}, {{Chapitre}}, {{Article}}, {{Lien web}} et/ou {{Bibliographie}}. Le mode d'édition visuel peut mettre en forme automatiquement les références.
- Insérer une infobox (cadre d'informations à droite) n'est pas obligatoire pour parachever la mise en page.

Pour une aide détaillée, merci de consulter Aide:Wikification.
Si vous pensez que ces points ont été résolus, vous pouvez retirer ce bandeau et améliorer la mise en forme d'un autre article.
Le biais de négativité, ou l'asymétrie positive-négative, est une distorsion de la pensée, au sujet des choses qui retiennent l’attention d'une personne durant le processus de traitement d’information. Ce biais intervient de façon implicite dans la perception de l’entourage, le traitement des émotions, le choix des préférences et bien plus.
Selon le dictionnaire de l’American Psychology Association, le biais de négativité désigne « la tendance des gens à accorder un poids et une considération disproportionnés aux informations et aux événements négatifs dans la prise de décision et la perception ».
De manière générale, les éléments négatifs marquent plus l’esprit que ceux qui sont positifs. En outre, l’effet de négativité, généralement subi de manière subconsciente, peut amplifier cette tendance en provoquant même un sentiment de pessimisme.
Comme le cerveau humain présente naturellement une attraction pour les informations à connotations négatives, il arrive que le monde des médias sociaux en profite pour propager plus d’informations de ce genre. Or, l’effet de négativité pourrait conduire les personnes  à une détresse psychologique et limiter leur exploration du monde extérieur, à cause d'une conception biaisée de la réalité. C’est pourquoi il est important d'être vigilant et de réguler la manifestation de cet effet. On retrouve ce biais aussi impliqué dans le maintien des préjugés, les stéréotypes, les superstitions, et les émotions négatives.

## Définition
Le biais de négativité est un processus cognitif qui nous sensibilise beaucoup plus aux événements négatifs qui nous affligent qu’à ceux qui sont positifs. En bref, cela veut dire que malgré le fait que nous venons de recevoir de bonnes nouvelles, nous avons tendance à ignorer ces dernières et se focaliser sur les choses qui ne vont pas bien. Ce biais qui affecte la population entière, même les enfants, a pour origine le cerveau. En effet, pour comprendre le biais de négativité, il est important de savoir le rôle que joue une structure que nous possédons tous nommée l’amygdale. L’amygdale est composée de deux parties parallèles qui sont en plein milieu de notre cerveau et ont toutes deux des formes d’amandes. Elle est responsable de réguler et d’analyser les émotions telles que la peur, l’anxiété ou encore la colère, elle joue aussi un rôle clé dans notre perception de l’environnement qui nous entoure. Sachant ceci, il est expliqué que l’amygdale joue un rôle de détecteur de danger, c’est-à-dire que puisque les émotions négatives sont parfois signes de danger, l’amygdale est donc encline à s’y attarder dans le but de nous protéger. Effectivement, ceci explique pourquoi nous sommes plus sensibles aux sentiments de négativité qui nous entourent, c’est simplement notre corps qui essaie tant bien que mal de nous mettre en garde contre les dangers autour de nous. Pour mieux comprendre prenons un exemple très simple, disons que vous passez une journée agréable avec votre meilleure amie et qu'au moment de vous quitter elle vous fait un commentaire qui vous blesse. Tout à coup, l'importance du côté positif de votre journée diminue vraisemblablement et conséquemment vos sentiments de négativité face à ce dernier commentaire augmente, tel est le biais de négativité.

## Études démontrant le biais de négativité
L'effet de négativité n'est pas uniquement un indicateur d'angoisse ou de détresse. Il se trouve que de façon naturelle, le cerveau manifeste un penchant envers les signaux négatifs.
Des chercheurs de l'université de l'État d'Ohio, ont aussi voulu prouver l'existence de ce fameux biais de négativité, et c'est donc ainsi qu'ils, Ito et al., ont observé l'effet direct de ce phénomène sur le cerveau en 1998. Leur expérience mettait en scène 33 étudiants dans l'université d'Ohio, ces participants devaient regarder 36 images neutres dont 2 positives et 2 négatives, et bien sûr les images ont été montrées au hasard. En guise de mesure du biais de négativité, lorsque les images apparaissaient devant les étudiants, leur activité électrique cérébrale était enregistrée. Finalement, les résultats trouvés ont démontré que des potentiels d'action de grande amplitude étaient remarqués quand les images à nature négative étaient à l'écran, tandis que celles à nature positive n'ont pas pu générer un aussi grand effet. Qu’est-ce que cela veut dire? Effectivement ceci confirme que le biais de négativité est chose présente tant au niveau psychologique que physiologique. Bien que les participants couraient des chances égales de tomber sur des images positives et négatives, ces dernières ont engendré un impact plus important et plus durable que leurs opposés. Ce qui indique que malgré le fait que des images positives étaient présentes, les sujets de recherche se sont quand même concentrés sur le négatif et ceci a été observé au niveau du cerveau.

## Biais de la négativité dans la santé mentale
Des études s’étant intéressées à l’impact de ce biais, ont révélé sa présence chez les personnes atteintes de trouble d’anxiété généralisée,. Ce qui les amène à porter attention vers des stimuli négatifs, par exemple les sentiments de colère. Aussi, dans les cas de dépression, les personnes se focalisent plus sur les stimuli menaçants,.
L’asymétrie positive-négative a la capacité de déformer la pensée et la perception d’un individu à un tel niveau que celui-ci ignore les points positifs d’une situation, et soit incapable de mobiliser les biais cognitifs appropriés de cette situation.
Étant donné l’impact négatif que ce biais pourrait avoir, il existe une série de recherches qui visent à développer des programmes d’aide à la modification de l’attention (PMA). Ces programmes sont des pratiques thérapeutiques consistant à entraîner les anxieux à détourner leur attention aux signaux négatifs dans leur environnement.
Une étude expérimentale a été menée auprès de participants ayant été diagnostiqués selon les critères cités dans la 4e édition du manuel diagnostique et statistique de troubles mentaux (DSM-IV) de l’association américaine de psychiatrie (APA). Dans cette étude, les participants ont suivi un programme de modifications de l’attention pendant 4 semaines. Lorsqu'ils ont comparé, les réactions attentionnelles et émotionnelles des participants avant et après le programme de modification, les chercheurs ont constaté une diminution de l’anxiété chez eux, et une tendance moins considérable à orienter leur attention vers des stimuli négatifs. Ils ont même remarqué qu’un bon nombre de participants ne présentaient plus les symptômes de l’anxiété conformément au DSM-IV.
Ces découvertes s’annoncent assez prometteuses et pertinentes pour remédier à l’attention excessive que pourraient porter certaines personnes aux stimuli susceptibles d’induire de l'angoisse. Les PMA sont donc des solutions à envisager dans les techniques visant à réduire l’apparition des troubles d’anxiété. Dans l’article de cette étude, les chercheurs suggèrent que ce programme pourrait être envisagé comme une alternative dans les traitements de l'anxiété, en complément ou en dehors des traitements existants, comme les thérapies cognitivo-comportementales (TCC) ou les médicaments.
Par ailleurs, il convient de nuancer en précisant que le biais de négativité n’est pas uniquement un attribut propre qu’aux personnes souffrant de troubles anxieux (TA). Sa manifestation récurrente chez des personnes non-anxieuses pourrait les prédisposer à développer ce trouble.

## Biais de la négativité et médias
Le phénomène du biais de négativité nous affecte tous de manières différentes. Il s’avère que plusieurs études ont été effectuées à ce sujet dans le but de pouvoir comprendre la variété de ces affectations, Si l’on prend le temps de naviguer toutes les chaînes de nouvelles sur nos télévisions, une tendance est rapidement remarquée, la plupart d'entre elles nous informent de façon continue sur malheurs, catastrophes et calamités autour du monde. Les informations portant sur le négatif dépassent de loin celles portées sur le positif hélas encore une fois le phénomène du biais de négativité vient en jeu puisque nous continuons à regarder ces mêmes informations. C’est justement à ce sujet que Van der Meer et Hameleers se sont intéressés. En 2022, dans leur étude intitulée I Knew It, the World is Falling Apart!, ils ont voulu déterminer l’effet du biais de négativité face aux prises de décisions sur les chaînes de télévisions regardées. Grâce à une expérience vraisemblablement simple, les participants étaient exposés à une série de nouvelles négatives et positives pour observer lesquelles ils allaient choisir. À la fin de l’expérience, les résultats ont démontré que ceux qui possédaient déjà une vue pessimiste du monde (dû au biais de négativité) ont continuellement choisi de visionner les informations en lien aux crimes. En guise de conclusion, il a été expliqué que les gens ont souvent l’habitude de rechercher de l’information qui valide leurs points de vue donc s’ils possèdent déjà ce biais de négativité qui les tient focalisés sur les mauvaises nouvelles, ils entrent dans ce qu’on appelle un cercle vicieux. Le cercle vicieux fonctionne de la sorte : on croit que le monde est mauvais, alors on décide de se braquer sur les évènements négatifs qui nous entourent, par la suite on regarde encore plus de nouvelles qui confirment notre point de vue du départ “le monde est mauvais” et le cercle recommence. Comme on peut l'observer, le biais de négativité à le pouvoir de nous affecter de manière très importante, il apporte de l’anxiété de la peur et certes d’autres émotions négatives.
En 2014, les chercheurs Trussler Marc et Soroka Stuart, ont mené une étude pertinente et assez particulière au sujet des informations négatives et stratégiques véhiculées par les médias. Un des objectifs majeurs de leur recherche était de savoir s’il existait une différence entre les préférences implicites et explicites des gens en matière de types d’informations auxquels ils choisissaient de s'exposer. En d’autres termes, ils cherchaient à savoir si les individus choisissent réellement ce qu’ils prétendent. Pour ce faire, ils les ont questionnés sur leurs genres d’informations favoris. Par la suite, ils leur ont présenté plusieurs types de journaux  (positifs, négatifs et neutres), et ensuite les ont invités à choisir ce qu'ils souhaitaient lire. De manière surprenante, les chercheurs se sont rendu compte que les choix des participants étaient contradictoires avec leurs affirmations explicites. En fait, plusieurs d'entre eux prétendaient préférer les informations positives, mais en ont choisi le contraire. Ces résultats ont donc mis en évidence le caractère implicite du biais de négativité chez les humains.
Le monde des médias tire avantage de ce fait en diffusant de plus en plus du contenu négatif, puisque, cela est en concordance avec les préférences profondes des téléspectateurs, même si, ceux-ci ne s’en rendent pas compte.
Toujours en est-il qu’une exposition excessive à du contenu négatif pourrait être néfaste car le biais de négativité donne une impression d'absence totale d'éléments positifs.

## Contrer les effets du biais de négativité
Malgré l’existence du biais de négativité, il existe heureusement des façons d’y remédier. Des chercheurs de l’Université de Columbia et Missouri ont démontré en 2005 que l’implantation de simples activités positives qui nous plaisent augmente notre bien-être général. Leur article de revue rassemble les résultats de différents articles pour déterminer comment il est possible d'augmenter notre taux de bonheur et le garder à un niveau stable. Ils ont conclu que faire comme bon nous semble peut élever de manière significative notre niveau de joie. Cela veut donc dire qu’en se basant sur des centres d’intérêts qui nous sont propres, nous sommes en mesure de déterminer des activités qui nous font oublier nos soucis. Ces activités varient selon les personnalités mais le plus important est de les pratiquer de manière régulière pour assurer une bonne forme mentale. Ainsi en pratiquant ce qui nous fait plaisir, on devient capable de ne plus se focaliser autant sur tout le négatif qui nous environne. 
D'autre part, une autre étude a démontré que le simple fait de démontrer de la gratitude ainsi que de faire part de gentillesse aux autres peut nous aider à moins se focaliser sur les choses qui vont mal. Lyubomirsky et al. ont mis en place un diagramme qui modélise l'effet direct de ces actes de gentillesse et tout autre acte positifs (sourire, danser, donner à la charité, etc.) sur le bien-être mental. Leur diagramme indique qu'en pratiquant quoi que ce soit de positif, il y a une augmentation d'émotions, de pensées et de comportements positifs. En outre, ce moyen aide à se débarrasser en partie de nos pensées négatives encombrantes, en essayant de notre mieux de se concentrer sur le bien qui nous entoure (gratitude, gentillesse, etc.). Le simple fait d’essayer de remarquer davantage tous les bienfaits qui nous arrivent peut entraîner notre cerveau à les remarquer de façon automatique, ce qui peut éventuellement réduire nos biais négatifs.